# Ringtråding
Ringtråding (Inocybe agardhii) är en svampart som först beskrevs av N. Lund, och fick sitt nu gällande namn av Peter D. Orton 1960. Enligt Catalogue of Life ingår Ringtråding i släktet Inocybe,  och familjen Inocybaceae, men enligt Dyntaxa är tillhörigheten istället släktet Inocybe,  och familjen Crepidotaceae. Arten är reproducerande i Sverige. Inga underarter finns listade i Catalogue of Life.